# أودو جوزيف ستروجر
أودو جوزيف ستروجر (بالألمانية: Odo J. Struger)‏ (12 أغسطس 1931-8 ديسمبر 1998) رائدا نمساويا في مجال الأتمتة والتشغيل الآلي.

## حياته
ولد ستروجر في عام 1931 في انتروبل (بلده في فيرلاخ، كارينثيا، النمسا)، ثم انتقل إلي الولايات المتحدة في الخمسينيات وعاش معظم حياته في منطقة كليفلاند.

## وحدة تحكم الجهاز المنطقي القابلة للبرمجة

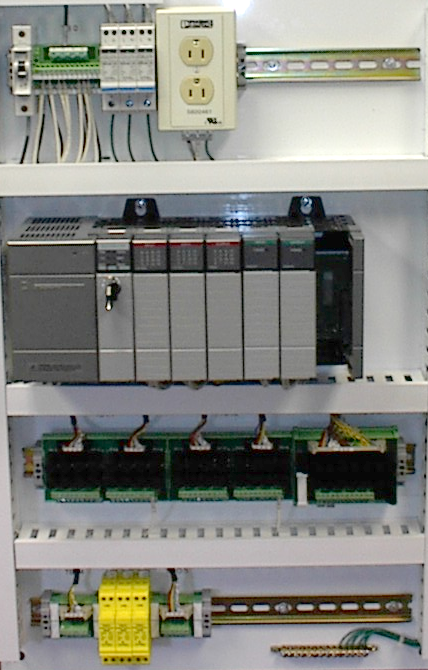
PLC Control Panel

يُعرف ستروجر أحيانًا باسم «والد أجهزة التحكم المنطقة القابلة للبرمجة» كما هو الحال مع ديك مورلي. شارك ستروجر في اختراع وحدة التحكم المنطقية القابلة للبرمجة لألن برادلي (PLC) منذ عام 1958 إلى عام 1960. وغالبًا ما يطلق على ستروجر اسم والد وحدات التحكم المنطقية القابلة للبرمجة الخاصة بألن برادلي ("PLC") ويعود له الفضل في إنشاء ذلك الاختصار. الاختصار "PLC" ومصطلح «وحدة التحكم المنطقي» هما علامتان تجاريتان مسجلتان لشركة ألن برادلي. أصبح روكويل (ألن برادلي) قائد جهاز التحكم المنطقي القابل للبرمجة في الولايات المتحدة خلال فترة ولاية ستروجر.
يعتبر هذا الجهاز جزءًا أساسيا من أجهزة الكمبيوتر المستخدمه اليوم في كل مصنع آلي تقريبًا في جميع أنحاء العالم. إنه جهاز إلكتروني يسمح بالتحكم العددي الدقيق للآلات. إنه يجعل التشغيل الآلي الحديث للمصنع ممكنًا، وكذلك التدفئة والتهوية وتكييف الهواء وآلات صب وحقن البلاستيك والغسالات التجارية. تم العثور عليها حتى في آثار المرحلة الفخمة من إنتاج برودواي.
وأيضا التحكم في عمليات ميكانيكيه كما يحدث. جاء جهاز التحكم المنطقي القابل للبرمجة ("PLC") كبديل لأنظمة التحكم الأوتوماتيكية التي تستخدم عشرات ومئات (وربما الآلاف) من المراحل، وأجهزة توقيت الكاميرات الآلية، وأجهزة التسلسل الدوارة.
نظرا لانتشار وحدات تحكم المنطق القابلة للبرمجة، فإنها تظهر في إنتاج طريق «فانتوم أوف ذا أوبرا» وفي جولات في عالم ديزني. اعتمد ستروجر على تكنولوجيا الكمبيوتر الخاصة به في مفهوم تم تطويره لأطروحة الدكتوراه في الجامعة التقنية في فيينا بعنوان «عملية المعالجة الكمية لأخطاء تحديد المواقع من آلات التحكم العددية»، فحصل على درجة الدكتوراه في عام 1970 من الجامعة التقنية في فيينا من هذه الأطروحة.
قام ستروجر باختراع جهازا صناعيا متينا يتحكم في الآلات. هو موجود في معظم مصانع الماكينات في جميع أنحاء العالم اليوم، خاصة تلك التي تتميز بالتكنولوجيا المتقدمة. تكنولوجيا الكمبيوتر القابلة للبرمجة تتحكم اليوم في إيرادات سنوية بقيمة مليار دولار.

## عمله
في عام 1956، غادر ستروجر جامعة فيينا ليعمل في شركة براونو بوفري، شركة طاقة سويسرية. في عام 1958 أصبح ستروجر مهندسًا باحثًا في ألن برادلي في ميلووكي. هنا ترأس الفريق الذي طور وحدة تحكم المنطق القابلة للبرمجة، وأصبح فيما بعد نائبًا لرئيس شركة ألن برادلي، وشغل هذا المنصب حتى تقاعده في عام 1998. فقد عمل في الشركة ما يقرب من 40 عام.
لعب ستروجر دورا رائدا في تطوير معيار الرابطة الوطنية لمصنعي الأجهزة الكهربائية لمعايير PLC، وأيضا مصنعي الكهرباء الدولية، IEC 61131.
حصل ستروجر علي براءة اختراع للكشف عن أي خلل في مدخلات بوابة المنطق. أحدهما كان من أجل «بوابة منطق الكشف عن الأخطاء.» كانت تلك براءة الولايات المتحدة بات. تم إصدار رقم 3,743,855 في 3 يوليو 1973. وكانت دائرة التحكم الأخرى التي تستخدم في بوابات منطق وضع الخلل كانت أيضا الولايات المتحدة بات. تم إصدار رقم 3,751,684، وتم إصداره إلى ستروجر في 7 أغسطس 1973. كما حصل ستروجر على بات الأمريكية. رقم 4,302,820 لجهاز كهربائي مماثل وكذلك الولايات المتحدة بات. رقم 3,240,951. تلقى ستروجر أيضا براءة الاختراع الكندية. وشارك ستروجر في العديد من براءات الاختراعات الأخرى.

## التقاعد والموت
تقاعد ستروجر في عام 1997 كنائب لرئيس التقنية ألن برادلي. توفي في 8 ديسمبر 1998، في كليفلاند، أوهايو، عن عمر يناهز 67 عاما من سرطان الغدة الدرقية. كان متزوج من مارلين، ولديه ولدان، أندريه، فارمنجتون هيلز، ميشيغان، وغريغوري، من نيوبري، أوهايو. لديه أخت تدعى فرانزيسكا بانجر من النمسا>

## جوائز
- منح 50 براءة اختراع.[1][2]
- حاز علي جائزة بروميثيوس لعام 1966، وجائزة اودو جي – ستروجر للتشغيل الآلي.[1]
- مؤلف ل 40 ورقة تقنية منشورة.[1]
- مختبر التشغيل الآلي في جامعة فيينا للتكنولوجيا.[1][2]
- زميل معهد مهندسي الكهرباء والإلكترونيات.[1]
- ساعد في تطوير IEC 1131-3، وهو معيار لغة برمجة PLC.[2]
- عمل علي التشغيل الآلي في قاعة المشاهير في متحف شيكاغو للعلوم والصناعة.[1][1]
- عمل على اتحادات أنظمة التصنيع الذكية على أنظمة التصنيع Holonic.[1]

## وصلات خارجية
- الموقع الرسمي لشركة ألن برادلي.
- الموقع الرسمي لشركة روكويل للتحكم الآلي.